# Plano Rodoviário Nacional
El Plano Rodoviário Nacional (PRN2000) es un documento legislativo que establece las necesidades de comunicaciones viales de Portugal.
Este documento establece la red fundamental de carreteras de Portugal, que está formada por una red de itinerarios principales (itinerários principais, IP) y otra red complementaria formada por itinerarios complementarios (itinerários complementares, IC) que pueden tener tramos de diferente tipología: autoestrada (vías de comunicación destinadas sólo a tráfico motorizado, dotada de al menos dos carriles por cada sentido, separadas por elementos físicos, sin cruces al mismo nivel y con acceso restringido a nudos de enlace), via rápida (carretera destinada sólo a tráfico motorizado, sin cruces al mismo nivel y acceso restringido a nudos de enlace) o estrada (carretera convencional). 
Las redes principal y complementaria se distribuyen de la siguiente forma:

## Red Principal
| Identificador | Sentido                                       | Itinerario y otras numeraciones |
| ------------- | --------------------------------------------- | --- |
| IP 1          | Valença - Castromarín: NO - SE                | (ES) - Valença - Braga - Oporto A3; Oporto - Aveiro - Coímbra - Leiría - Santarém - Lisboa A1; Lisboa - Montijo A21; Montijo - Setúbal A12; Setúbal - Aljustrel - Albufeira A2; Albufeira - Faro - Castromarín - (ES) A22. |
| IP 2          | Portelo - Faro: NE - S                        | (ES) - Portelo # Braganza N103-7; - Braganza - Macedo de Cavaleiros IP4; Macedo de Cavaleiros - Torre de Moncorvo IP2; Torre de Moncorvo - Celorico da Beira N102; Celorico da Beira * Guarda IP5 - Guarda - Covillana - Castelo Branco - Fratel A23; Fratel - Gáfete IP2; Gáfete - Alpalhão N118; Alpalhão - Portalegre N18; Portalegre - Estremoz IP2; Estremoz - Évora A6; Évora - S. Manços N18; S. Manços - Beja - Ourique IP2; Ourique - Albufeira A2 - Albufeira - Faro A22. |
| IP 3          | Vila Verde da Raia - Figueira da Foz: NE - SO | (ES) - Vila Verde da Raia * Chaves N103-5; Chaves * Vila Real N2; Vila Real - Lamego - Viseo A24; Viseo- Coímbra IP3 Coímbra - Figueira da Foz A14. |
| IP 4          | Oporto - Quintanilla: O - E                   | Oporto - Amarante A4; Amarante - Vila Real - Braganza - Quintanilla - (ES) IP4. |
| IP 5          | Aveiro - Vilar Formoso: O - E                 | Aveiro - Viseo A25; Viseo - Guarda IP5; Guarda - Vilar Formoso - (ES) A25. |
| IP 6          | Peniche - Castelo Branco: O - E               | Peniche - Óbidos IP6; Óbidos - Rio Maior - Santarém A15; Santarém - Torres Novas A1; Torres Novas - Abrantes - Castelo Branco A23. |
| IP 7          | Lisboa - Caia: O - E                          | Enlace A36; Lisboa IP7 - Eje Norte-Sur; Lisboa - Setúbal - Marateca A2; Marateca - Évora - Estremoz - Elvas - Caia - (ES) A6. |
| IP 8          | Sines - Vila Verde de Ficalho: O - E          | Sines - Santiago do Cacém A26 Santiago do Cacém * Sta. Margarida do Sado N261; Sta. Margarida do Sado - Ferreira do Alentejo IP8; Ferreira do Alentejo - Beja N121; Beja - Serpa - Vila Verde de Ficalho - (ES) N260. |
| IP 9          | Viana do Castelo - Vila Real: NO - SE         | Viana do Castelo - Ponte de Lima A27; Ponte de Lima - Braga A3; Braga - Guimarães A11; Guimarães - Regadas A11; Regadas - Amarante A4; Amarante - Vila Real IP4. |

```
  
leyenda:

  [
*
]: tramos en construcción o en proyecto;
  [
#
]: condicionantes ambientales;
  [
x
]: cruce con;
  [
A
]: 
autoestrada
 (autopista);
  [
IP
]: vía rápida;
  [
N
]: 
estrada
 nacional (carretera nacional).
```

## Red Complementaria
| Identificador | Sentido                                                          | Itinerario y otras numeraciones |
| ------------- | ---------------------------------------------------------------- | --- |
| IC1           | Valença - Guia: N - S                                            | (ES) - Valença - Caminha - V. P. Âncora N13; V. P. Âncora - Viana do Castelo - Póvoa de Varzim - Oporto A28; Oporto - Espinho - Ovar - Estarreja A29; Estarreja - Aveiro N109; Aveiro - Mira A29; Mira - Figueira da Foz - Marinha Grande N109; Marinha Grande - Caldas da Rainha - Torres Vedras - Lisboa A8; Lisboa - Marateca N10; Marateca - Alcácer do Sal - Grândola - Ourique - Guia (x IC4) IC1.                                                              |
| IC2           | Lisboa - Oporto: S - N                                           | Lisboa - Póvoa de Sta Iria da Azóia A30; Póvoa de Sta Iria da Azóia - V. F. Xira N10; V. F. Xira - Cercal N1; Cercal - Rio Maior IC2 - Rio Maior - Leiría N1; Leiría-sul - Leiría-norte IC2; Leiría - Condeixa N1; Condeixa-a-Nova - Coímbra IC2; - Coímbra-sul - Coímbra-norte A31; Coímbra - Águeda N1; Águeda - Albergaria IC2; Albergaria - Oliveira de Azeméis (N1); Oliveira de Azeméis - S. João da Madeira IC2 - S. João da Madeira - Argoncilhe * Oporto N1. |
| IC3           | Setúbal - Coímbra: SO - N                                        | Setúbal - Palmela - Montijo A12; Montijo * Samora Correia N118; Samora Correia - Salvaterra de Magos - Almeirim A13; Almeirim - Chamusca N118; Chamusca * Golegã N243; Golegã - Entroncamento N365; Entroncamento - Atalaia IC3; Atalaia * Sta. Cita N110; Sta. Cita- Tomar- Alviobeira IC3; - Alviobeira - Chão de Couce N110; Chão de Couce - Avelar IC3; Avelar - Penela (N110); Penela - Condeixa N347; Condeixa * Coímbra (x IP3) IC2.                           |
| IC4           | Sines - Faro: NO - S                                             | Sines - Cercal IC4; Sines - V. N. Milfontes N390; V. N. Milfontes - Odemira (N393); Odemira - Aljezur * Lagos N120; Lagos - Portimão - Faro A22. |
| IC5           | Póvoa de Varzim - Miranda do Douro: O - E                        | Póvoa de Varzim (x IC1) - Famalicão - Guimarães - Fafe - V. P. Aguiar A7 - V. P. Aguiar * Murça - Tua N212; Tua - Vila Flor N214; Vila Flor - Alfândega da Fé - Peredo N215; Peredo - Mogadouro N216; Mogadouro - Miranda do Douro - (ES) N221. |
| IC6           | Coímbra - Covillana: O - E                                       | Coímbra (x IP3) - S. Martinho da Cortiça IC6; S. Martinho da Cortiça * Venda de Galizes N17; Venda de Galizes - Covillana (x IP2) N230. |
| IC7           | Venda de Galizes - Celorico da Beira: SO - NE                    | Venda de Galizes (x IC6) - Seia - Gouveia - Celorico da Beira (x IP5) N17. |
| IC8           | Figueira da Foz - Castelo Branco: O - E                          | Figueira da Foz(x IC1) - Pombal (x IP1) N237; Pombal (xIP1) - Pombal A34; Pombal - Figueiró dos Vinhos - Pedrógão Grande - Sertã - Proença-a-Nova IC8; Proença-a-Nova - Castelo Branco (x IP2) N241. |
| IC9           | Nazaré - Ponte de Sôr: NO - SE                                   | Nazaré * Alcobaza N8-2; Alcobaza - S. Jorge N8; S. Jorge - Batalha N1; Batalha - Fátima - Pinhel N356; Pinhel - Ourém - Tomar N113; Tomar - Atalaia N110; Atalaia - Abrantes A23; Abrantes * Ponte de Sôr (x IC13) N2. |
| IC10          | Santarém - Montemor-o-Novo: NO - SE                              | Santarém (x IP1) - Almeirim IC10; Almeirim - Coruche - Montemor-o-Novo (x IP7) N114. |
| IC11          | Peniche - Marateca: NO - SE                                      | Peniche - Lourinhã N247; Lourinhã - Torres Vedras (x IC1) N8-2; Torres Vedras - Alenquer N9; Alenquer - Carregado * V. F. Xira N1; V. F. Xira * Samora Correia N10; Samora Correia - Pegões - Marateca (xIP1) A13. |
| IC12          | Mira - Mangualde: SO - NE                                        | Mira(x IC1) - Anadia (x IP1) N334; Anadia - Luso N235; Luso - Mortágua - Sta. Comba Dão N234; Sta. Comba Dão - Carregal do Sal - Canas de Senhorim A35; Canas de Senhorim - Nelas - Mangualde (x IP5) N234. |
| IC13          | Montijo - Portalegre: SO - NE                                    | Montijo (x IP1) - Coruche N119 Coruche - Mora N251; Mora - Ponte de Sôr N2; Ponte de Sôr - Vila Formosa N119; Vila Formosa - Alter do Chão N369; Alter do Chão * Crato N245; Crato - Portalegre N119; Portalegre # Marvão N359; Marvão # (ES) N246-1. |
| IC14          | Apúlia - Braga: SO - NE                                          | Apúlia (x IC1) - Barcelos - Braga A11. |
| IC15          | Lisboa - Cascaes: E - O                                          | Lisboa - Oeiras - Cascaes A5. |
| IC16          | Radial da Pontinha: E - O                                        | Lisboa (x CRIL/IC 17) - Amadora - Belas IC16; Belas - Alto Colaride - Sintra N250. |
| IC17          | Circular Regional Interior de Lisboa (CRIL): SO - NE             | Algés - Buraca - Olival de Basto - Sacavém (x A1, A12) A36. |
| IC18          | Circular Regional Exterior de Lisboa (CREL): SO - NE             | Caxias (x IC15) - Queluz - Loures - Alverca (x IP1) A9. |
| IC19          | Radial de Sintra: E - O                                          | Lisboa (x CRIL/IC17) - Queluz - Cacém - Sintra (x IC30) A37. |
| IC20          | Via Rápida da Caparica: E - O                                    | Almada - Costa da Caparica A38. |
| IC21          | Via Rápida do Barreiro: SE - NO                                  | Nó de Coina - Barreiro A39. |
| IC22          | Radial de Odivelas: SE - NO                                      | Olival Basto (CRIL/IC17) - Montemor (x CREL/IC18) A40. |
| IC23          | Circular Regional Interior do Porto (CRIP): NE - SO              | Ponte da Arrábida - Avenida de Fernão de Magalhães - Ponte do Freixo - Avenida da República - (x IC1) IC23. También conocida como VCI - Vía de Cintura Interna. |
| IC24          | Circular Regional Exterior do Porto (CREP): N - S                | Perafita (x IC1) - Maia - Ermida A41; Ermida - Campo - Crestuma - Argoncilhe - Espinho (x IC1) A41. |
| IC25          | SO - NE                                                          | Ermida (x IC24) - Paços de Ferreira - Lousada (x IP9) A42. |
| IC26 -        | Amarante - Trancoso: NO - SE                                     | Amarante (x IP4) - Sta. Marinha N101; Sta. Marinha - Régua N108; Régua - Lamego IP3; Lamego - Tarouca - Moimenta da Beira - Sernancelhe - Trancoso (x IP2) N226. |
| IC27          | Beja - Castromarín: NO - SE                                      | Beja (x IP2) - Mértola - S. Marta N122; S. Marta - Castromarín (x IP1) IC27. |
| IC28          | Viana do Castelo - Lindoso: SO - NE                              | Viana do Castelo (x IC1) - Ponte de Lima - Ponte da Barca A27; Ponte da Barca -Lindoso - (ES) N203. |
| IC29          | Via Rápida de Gondomar NO - SE                                   | Oporto - Gondomar - Aguiar de Sousa (x IC24) A43. |
| IC30          | Sintra - Alcabideche: NO - SE                                    | Sintra (x IC16) * Alcabideche (x IC15) N9. |
| IC31          | Castelo Branco - Termas de Monfortinho: SO - NE                  | Castelo Branco (x IP2) - S. Miguel da Acha N239; S. Miguel da Acha - Termas de Monfortinho N239. |
| IC32          | Circular Regional Interna da Península de Setúbal (CRIPS): O - E | Trafaria * IC20 - IP 7 - EN10 - Nó de Coina (x IC21) - Montijo (x IP1) A33. |
| IC33          | Sines - Évora: SO - NE                                           | Sines - Grândola IC33; Grândola - Alcácer do Sal IC1; Alcácer do Sal - S.ta Catarina N253; S.ta Catarina - Alcazobas (est.) N257; Alcazobas (est.) - Évora (x IP7) N380. |
| IC34          | Vila Nova de Foz Côa - Barca de Alba: NO - SE                    | Vila Nova de Foz Côa (x IP2) - Almendra N222; Almendra * Barca de Alba * España |
| IC35          | NE - SO                                                          | Penafiel - Entre-os-Rios N106; Entre-os-Rios - Castelo de Paiva - Arouca - Vale de Cambra N224; Vale de Cambra - Sever do Vouga N328. |
| IC 36         | Marinha Grande - Leiría: O - E                                   | Marinha Grande - Azóia A19; Azóia - Leiría (x IP1) IC2. |
| IC 37         | Viseo - Seia: NO - SE                                            | Viseo (x IP5) - Nelas - Seia (x IC7) N231. |

```
  
leyenda:

  [
*
]: tramos en construcción o en proyecto;
  [
#
]: condicionantes ambientales;
  [
x
]: cruce con;
  [
A
]: 
autoestrada
 (autopista);
  [
IP
]: vía rápida;
  [
N
]: 
estrada
 nacional (carretera nacional).
```